# Ukraiinske, Melitopol
Ukraiinske (în ucraineană Українське) este un sat în comuna Promin din raionul Melitopol, regiunea Zaporijjea, Ucraina.

## Demografie
Componența lingvistică a localității Ukraiinske
     Rusă (64,94%)
     Ucraineană (35,06%)
Conform recensământului din 2001, majoritatea populației localității Ukraiinske era vorbitoare de rusă (64,94%), existând în minoritate și vorbitori de ucraineană (35,06%).